# Rocco Chinnici
Rocco Chinnici, född 19 januari 1925 i Misilmeri, död 29 juli 1983 i Palermo, var en italiensk domare.

## Biografi
Chinnici avlade juristexamen vid Palermos universitet 1947 och inledde sin bana som domare i Trapani 1952. År 1966 kom han till åklagarämbetet i Palermo. I september 1979 mördades Cesare Terranova, chef för undersökningsbyrån vid Palermos domstol, och Chinnici efterträdde då denne.
Chinnici skapade den så kallade antimaffiapoolen, en grupp undersökningsdomare som sinsemellan delade information om maffians förehavanden. I denna pool skulle ansvaret spridas ut bland medlemmarna och förhindra att en domare ensam satt inne med information. Bland medlemmarna återfanns Giovanni Falcone, Paolo Borsellino, Gioacchino Natoli, Giuseppe Di Lello och Leonardo Guarnotta. Enligt Chinnici var det mycket viktigt att motverka omertà och därmed störa maffians inflytande.
Den 29 juli 1983 exploderade en bilbomb utanför Chinnicis bostad i Palermo. Förutom Chinnici dödades två livvakter, Mario Trapassi och Salvatore Bartolotta, och portvakten Stefano Li Sacchi. Bakom dådet låg Giuseppe Greco och Michele Greco. Chinnici efterträddes av Antonino Caponnetto.